# Se mi lasci non vale
Se mi lasci non vale es un álbum de Julio Iglesias en italiano lanzado en 1976 bajo el sello de Oxford y es el segundo de una serie de álbumes en este idioma, incluye entre sus canciones Passar di Mano y unos de sus éxitos en italiano Se mi lasci non vale.

## Lista de Canciones
1. Se mi lasci, non vale 3:00
2. Abrázame 3:29
3. Quel punto in più2:52
4. Un amore a matita 3:02
5. La ragazza di Ypacarai 3:59
6. Passar di mano 3:42
7. Quiero 2:48
8. Anima ribelle 3:16
9. A Eleonora perchè è un fiore 4:00
10. Oba, oba, obabà 3:03

## Categorías
- Datos: Q3953474